# Representações culturais de elefantes
Os elefantes foram retratados na mitologia, simbolismo e cultura popular. Ambos são reverenciados na religião e respeitados por suas proezas na guerra. Eles também têm conotações negativas, como ser um símbolo de um fardo desnecessário. Desde a Idade da Pedra, quando os elefantes foram representados por antigos petroglifos e arte rupestre, eles foram retratados em muitas formas de arte, incluindo quadros, esculturas, música, filmes e até mesmo a arquitetura.

## Religião, mitologia e filosofia
O elefante asiático aparece em várias tradições religiosas e mitologias. Eles são tratados positivamente e às vezes são reverenciados como divindades, muitas vezes simbolizando força e sabedoria. Da mesma forma, o elefante africano é visto como o chefe sábio que resolve disputas imparcialmente entre as criaturas da floresta nas fábulas africanas, e a tradição Ashanti afirma que eles são chefes humanos do passado.